# 银浪站
银浪站，位于中华人民共和国黑龙江省大庆市红岗区八百垧街道，是通让铁路上的火车站，建于1965年，由中国铁路哈尔滨局集团管辖。

## 車站周邊
- 银浪碧湖度假村
- 中国联通银浪三联合作营业厅
- 八百垧第六小学
- 银浪温泉度假村
- 大庆六十五中
- 银浪医院

## 歷史
- 建于1965年。